# Apanteles laticauda
Apanteles laticauda är en stekelart som först beskrevs av Chen och Song 2004.  Apanteles laticauda ingår i släktet Apanteles och familjen bracksteklar. Inga underarter finns listade i Catalogue of Life.